# Central geotermoeléctrica

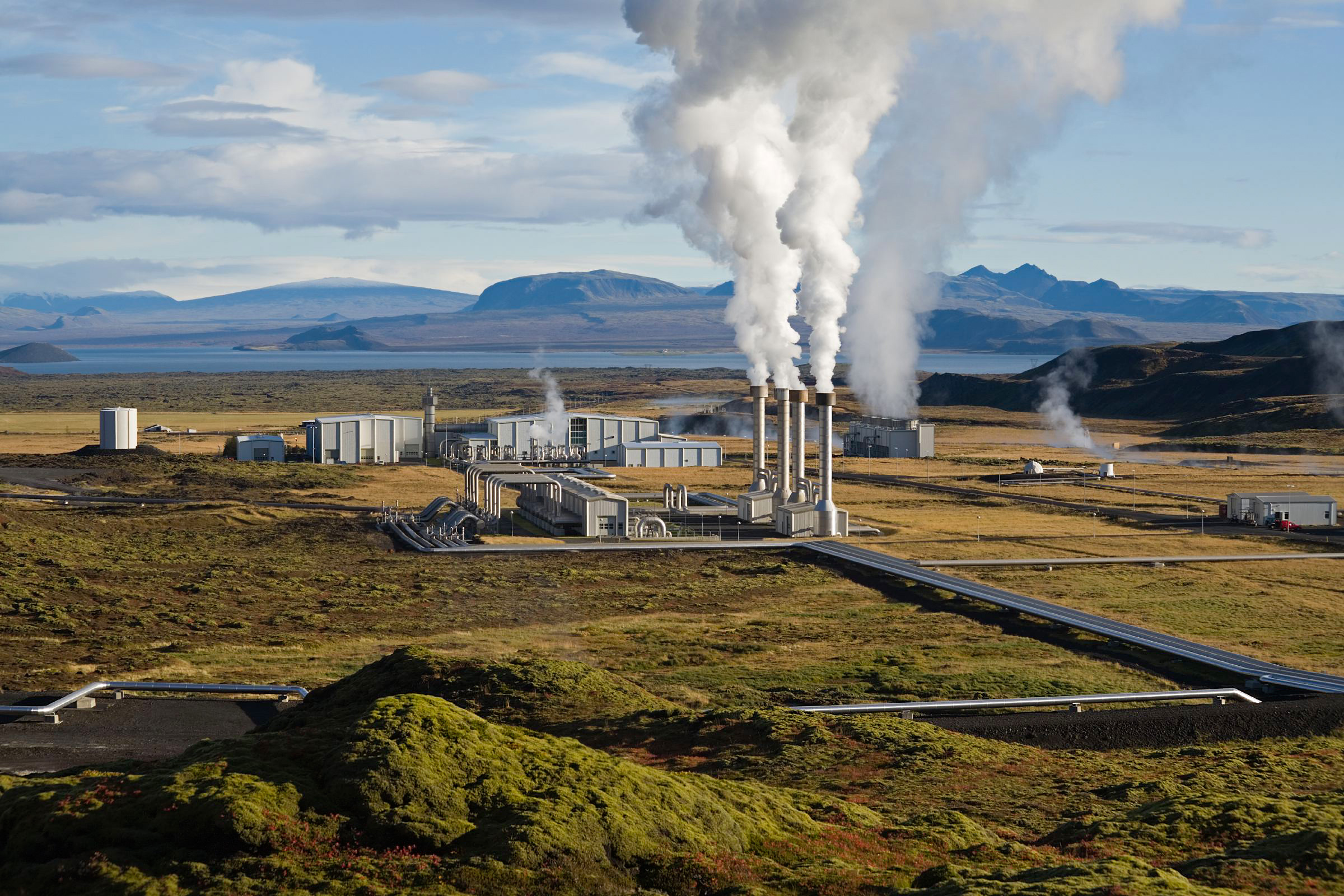
Central geotermoeléctrica de Nesjavellir, en Islandia.

Países con centrales geotermoeléctricas en funcionamiento o en desarrollo

Una central geotermoeléctrica es una central termoeléctrica que aprovecha la energía geotérmica para generar electricidad. Actualmente 24 países tienen en funcionamiento centrales geotermoeléctricas, con una capacidad total instalada de 12,8 GW. En 2015, los tres primeros productores mundiales son Estados Unidos (3525 MW, 27,5 %), Filipinas (1915 MW, 15 %) e Indonesia (1380 MW, 10,8%). Los países que generan al menos un 15 % de su demanda anual de electricidad mediante centrales geotermoeléctricas son Kenia —con un 51 % del total nacional, la proporción más alta del mundo—, Islandia —con un 29 %—, El Salvador, Filipinas y Costa Rica.[cita requerida]
La energía geotérmica es renovable puesto que su tasa de extracción es pequeña en comparación con el calor de la Tierra. La emisión de gases de efecto invernadero es de 45 g de dióxido de carbono de media, menos del 5 % que las de las centrales de carbón. Sin embargo, su aprovechamiento está limitado a determinadas zonas geográficas. Aun así, la Asociación de Energía Geotérmica estima que hoy en día solo se aprovecha el 6,5 % del potencial mundial de energía geotérmica, teniendo en cuenta el conocimiento y la tecnología actuales.

## Historia y desarrollo
En el siglo XX, la demanda de electricidad llevó a la consideración de la energía geotérmica como una posible fuente de generación. Piero Ginori Conti probó el primer generador geotermoeléctrico el 4 de julio de 1904 en Larderello, Italia, que consiguió encender con éxito cuatro bombillas. En 1911 se construyó en ese mismo lugar la primera central geotermoeléctrica comercial. En los años 20 se construyeron generadores experimentales en Beppu, Japón, y en The Geysers, California, pero Italia fue el único productor de electricidad geotérmica a escala industrial hasta 1958.

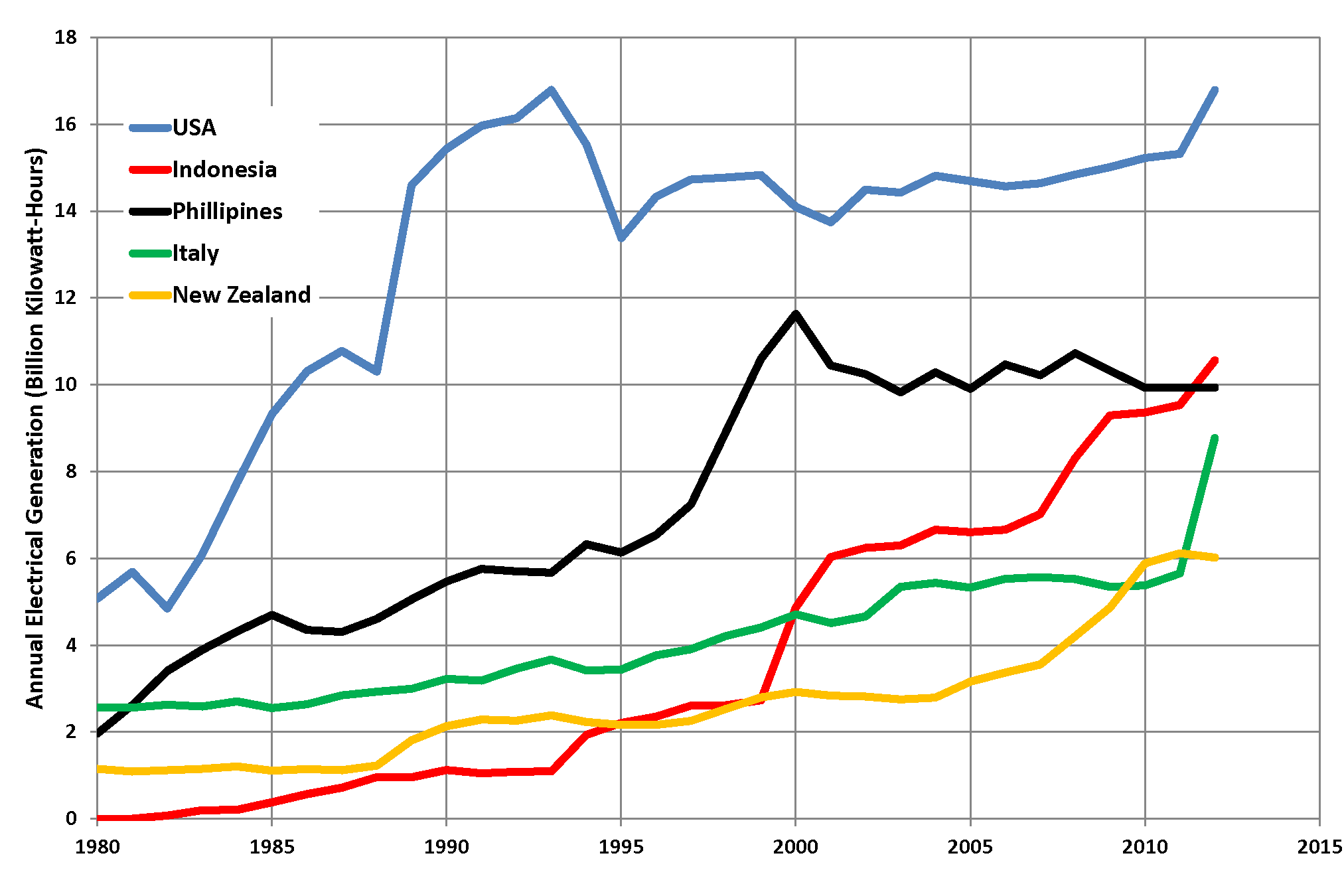
Tendencias en los cinco primeros productores mundiales de electricidad geotérmica o geotermoelectricidad, 1980-2012 (US EIA)

Capacidad geotermoeléctrica mundial. La línea roja representa la capacidad instalada, mientras que la línea verde representa la producción real.

En 1958, Nueva Zelanda se convirtió en el segundo mayor productor industrial de electricidad geotérmica cuando se construyó su central de Wairakei. Fue la primera central del mundo en utilizar la tecnología de vapor de destello.
En 1960, Pacific Gas and Electric comenzó a operar la segunda central geotermoeléctrica del mundo en The Geysers, California. La turbina original duró más de 30 años y producía 11 MW de potencia neta.
La central de ciclo binario se probó por primera vez en 1967 en Rusia, y posteriormente fue utilizada por los Estados Unidos en 1981, tras las crisis del petróleo de 1973 y 1979 y cambios significativos en las políticas de regulación. Esta tecnología permite el aprovechamiento de temperaturas mucho más bajas que las utilizadas hasta entonces. En 2006, una central geotermoeléctrica de ciclo binario entró en servicio en Chena Hot Springs, Alaska, produciendo electricidad mediante un fluido a una temperatura récord de solo 57 °C.
Las centrales geotermoeléctricas solo se han construido hasta hace poco tiempo en lugares donde las altas temperaturas se encontraban cerca de la superficie. El desarrollo de las centrales de ciclo binario y las mejoras en las tecnologías de perforación y extracción podrán permitir su uso en zonas geográficas mucho más amplias. Existen proyectos de demostración operativos en Landau-Pfalz, Alemania, y Soultz-sous-Forêts, Francia. Una central construida anteriormente en Basilea, Suiza, tuvo que cerrarse tras provocar terremotos. Existen también otros proyectos de demostración en construcción actualmente en Australia, Reino Unido y Estados Unidos.
La eficiencia térmica de las centrales geotermoeléctricas es baja, de aproximadamente el 7-10 %, puesto que los fluidos geotérmicos se encuentran a baja temperatura comparada con el vapor. Debido a las leyes de la termodinámica, esta baja temperatura limita el rendimiento de los ciclos a la hora de extraer energía útil. El calor de escape se desperdicia, a no ser que se pueda reutilizar directa y localmente, por ejemplo en invernaderos, aserradero o para calefacción de instalaciones. La eficiencia del sistema no afecta a los costes de operación tanto como lo haría con el carbón u otro combustible fósil, pero afecta a la viabilidad de la central. Para producir más energía de la que consumen las bombas, se requieren altas temperaturas y ciclos termodinámicos especializados.[cita requerida] Dado que la energía geotérmica no depende de fuentes de energía variables, a diferencia de la energía eólica o solar, por ejemplo, su factor de planta puede ser muy alto, de hasta el 96 % según se ha demostrado. Sin embargo, el factor de planta global en 2008 fue del 17,5 %, según el IPCC.

## Recursos

Diagrama de enhanced geothermal system:
1: Depósito de agua, 2: Sala de la bomba 3: Intercambiador de calor 4: Sala de la turbina 5: Pozo de producción 6: Pozo de inyección 7: Agua caliente para calefacción 8: Sedimentos porosos 9: Pozo de observación 10: Roca firme cristalina

El contenido de calor de la Tierra es aproximadamente 1031 julios. Este calor fluye de forma natural hacia la superficie por conducción a un ritmo de 44,2 TW y se repone a un ritmo de 30 TW por desintegración radiactiva. Estas velocidades son más del doble del consumo actual de energía primaria de la humanidad, pero la mayoría es demasiado difuso —aproximadamente 0,1 W/m² de media— como para aprovecharse. La corteza terrestre actúa como una gruesa capa aislante que debe ser perforada por tuberías —o magma, agua, etc.— para permitir la emisión del calor del interior.
La generación de electricidad requiere altas temperaturas que solo pueden proceder de zonas profundas. El calor debe ser transportado hasta la superficie mediante conductos magmáticos, aguas termales, circulación hidrotermal, pozos petrolíferos, pozos de agua o una combinación de todos ellos. Esta circulación puede producirse naturalmente cuando la corteza es fina: los conductos magmáticos transportan el calor hasta la corteza y las aguas termales llevan el calor a la superficie. Si no existen aguas termales, debe perforarse un pozo sobre una capa freática caliente. Lejos de las zonas de confluencia de placas tectónicas, el gradiente geotérmico es de 25-30 °C por kilómetro de profundidad en la mayor parte del mundo, por lo que los pozos deberían tener varios kilómetros de profundidad para permitir la generación eléctrica. La cantidad y calidad de los recursos recuperables aumenta con la profundidad de perforación y con la proximidad a los bordes de placa.
En la tierra que está caliente pero seca, o donde la presión del agua no es adecuada, la inyección de fluido puede estimular la producción. Los desarrolladores taladran dos agujeros en un sitio candidato para la extracción y rompen la roca mediante explosivos o agua a alta presión. Después bombean agua o dióxido de carbono licuado por un pozo y sale por el otro en forma gaseosa. Esta técnica se conoce como hot dry rock (HDR) en Europa y enhanced geothermal systems (EGS) en Norteamérica. Mediante ella estaría disponible un potencial energético mucho mayor que con el aprovechamiento convencional de las capas freáticas naturales.
Las estimaciones sobre la capacidad potencial de generación eléctrica mediante energía geotérmica varían desde 35 hasta 2000 GW, dependiendo de la escala de las inversiones. Esto no incluye la energía geotérmica que no se transforma en electricidad, como por ejemplo mediante cogeneración, bombas de calor geotérmico u otros usos directos. Un informe de 2006 del Instituto Tecnológico de Massachusetts, que incluye el potencial de los sistemas EGS, estimó que una inversión de 1000 millones de $ para investigación y desarrollo durante los próximos 15 años permitiría la creación de 100 GW de capacidad eléctrica geotérmica para 2050, solo en los Estados Unidos. Este informe también estimaba que más de 200 zettajulios (ZJ) serían extraíbles, con potencial para incrementar esta cifra a más de 2000 ZJ mediante mejoras tecnológicas, suficiente para abastecer toda la demanda actual de energía del mundo durante varios milenios.
Actualmente, los pozos geotérmicos rara vez superan los 3 km de profundidad. Las estimaciones más profundas asumen la existencia de pozos de hasta 10 km. Perforar a esta profundidad es posible hoy en día gracias a la industria del petróleo, aunque es un proceso caro. El pozo de investigación más profundo del mundo es el pozo superprofundo de Kola, de 12,3 km de longitud. Este récord ha sido igualado recientemente por pozos comerciales como el Z-12 del proyecto Sakhalin-I de la empresa ExxonMobil, en Chayvo. Los pozos de más de 4 km generalmente suponen costes de perforación de decenas de millones de dólares. Los desafíos tecnológicos son taladrar pozos anchos a bajo coste y romper grandes volúmenes de rocas.
La electricidad geotérmica se considera sostenible puesto que la tasa de extracción es pequeña comparada con el contenido calorífico de la Tierra, pero aun así debe ser monitorizada para evitar el agotamiento local. Aunque las ubicaciones geotérmicas pueden proporcionar energía durante muchas décadas, los pozos individuales pueden enfriarse o quedarse sin agua. Los tres sitios de extracción más antiguos —Larderello, Wairakei y The Geysers— han reducido la producción desde sus respectivos máximos. No está claro si esto se debe a un ritmo de extracción mayor que el de reposición desde mayores profundidades o bien si los acuíferos se están vaciando. Si la producción se reduce y se reinyecta agua, estos pozos podrían teóricamente recuperar todo su potencial. Estas estrategias ya se han implementado en algunos lugares. La sostenibilidad a largo plazo de la energía geotérmica se ha demostrado en Larderello desde 1913, en Wairakei desde 1958, y en The Geysers desde 1960.

## Tipos de centrales
Las centrales geotermoeléctricas son similares a otras centrales termoeléctricas de turbina: el calor de una fuente de energía —en el caso de la geotérmica, el calor del interior de la Tierra— se utiliza para calentar agua u otro fluido de trabajo. Dicho fluido hace girar la turbina de un generador, produciendo electricidad. Posteriormente, el fluido se enfría y es devuelto a la fuente de calor.

### Centrales de vapor seco
Las centrales de vapor seco (en inglés: Dry steam power stations) son las de diseño más simple y antiguo. Utilizan directamente el vapor geotérmico a 150 °C o más para mover las turbinas.

### Centrales de vapor de destello
Las centrales de vapor de destello (en inglés: Flash steam power stations) hacen ascender agua caliente a alta presión a través de pozos y la introducen en depósitos de baja presión. Al disminuir su presión, parte del agua se vaporiza. Este vapor se separa del líquido y se utiliza para accionar una turbina. El agua líquida sobrante y el vapor condensado pueden ser inyectados en los depósitos nuevamente, haciendo el proceso potencialmente sostenible. En The Geysers, California, 20 años de producción eléctrica han agotado las aguas subterráneas y las operaciones se han reducido considerablemente. Para restaurar parte de su capacidad original, se ha desarrollado un sistema de inyección de agua.

### Centrales de ciclo binario
Las centrales de ciclo binario (en inglés: Binary cycle power stations) son las de desarrollo más reciente, y pueden operar con temperaturas de fluido de solo 57 °C. El agua moderadamente caliente se hace pasar junto a otro fluido con un punto de ebullición muy inferior al del agua. Esto provoca que el fluido secundario se vaporice y se utiliza para mover las turbinas. Este es el tipo de central geotermoeléctrica más común dentro de los proyectos en construcción actualmente. Se utilizan tanto el ciclo Rankine como el ciclo Kalina. La eficiencia térmica de estas centrales es de aproximadamente el 10-13 %.

## Producción mundial

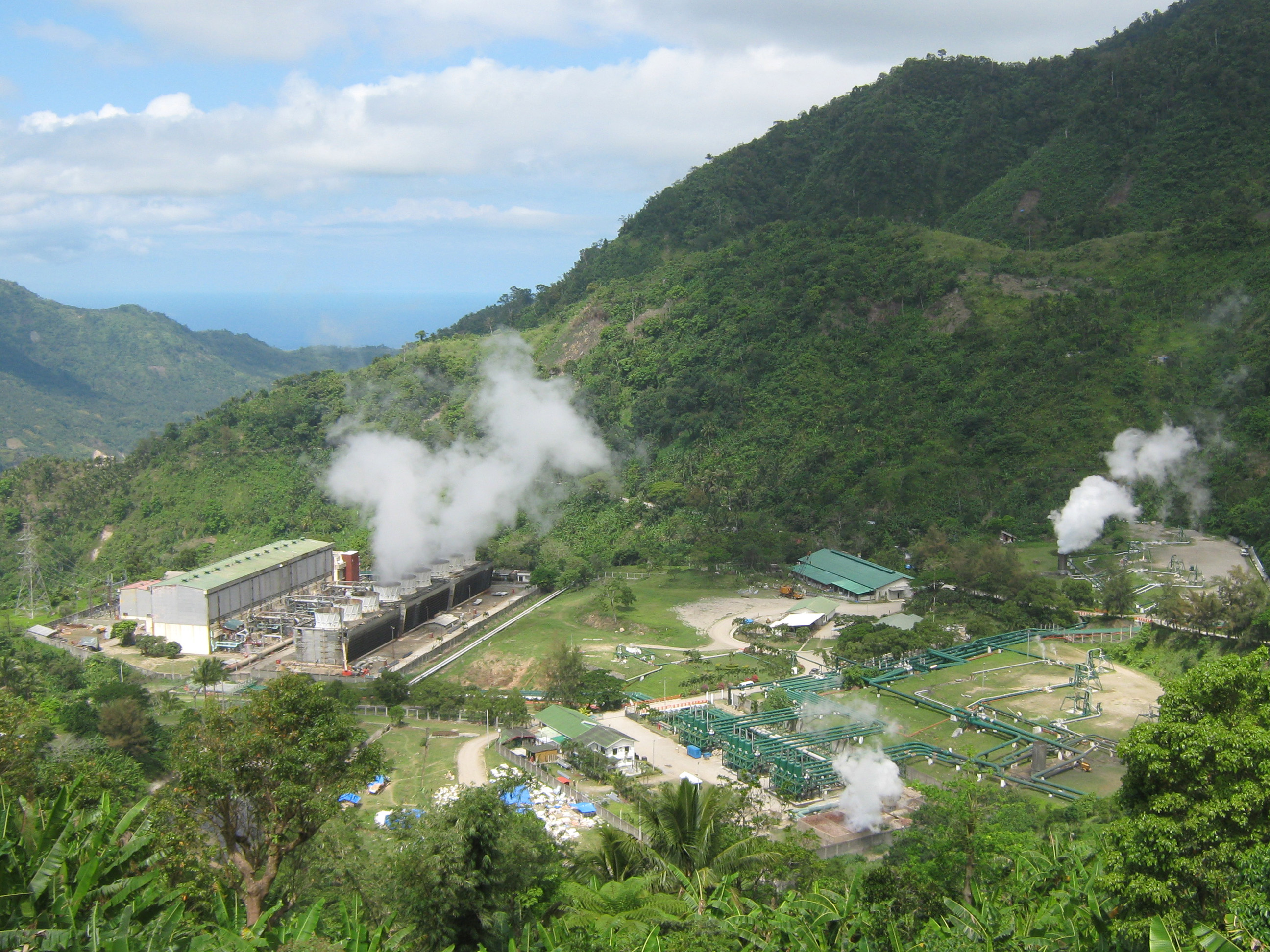
Central geotermoeléctrica en Negros Oriental (Filipinas)

| País               | Capacidad (MW) 2007 | Capacidad (MW) 2010 | Capacidad (MW) 2013 | Capacidad (MW) 2015 | Porcentaje (%) de la producción nacional |
| ------------------ | ------------------- | ------------------- | ------------------- | ------------------- | ---------------------------------------- |
| EE. UU.            | 2687                | 3086                | 3389                | 3450                | 0,3                                      |
| Filipinas          | 1969,7              | 1904                | 1894                | 1870                | 27,0                                     |
| Indonesia          | 992                 | 1197                | 1333                | 1340                | 3,7                                      |
| México             | 953                 | 958                 | 980                 | 1017                | 3,0                                      |
| Nueva Zelanda      | 471,6               | 628                 | 895                 | 1005                | 14,5                                     |
| Italia             | 810,5               | 843                 | 901                 | 916                 | 1,5                                      |
| Islandia           | 421,2               | 575                 | 664                 | 665                 | 30,0                                     |
| Kenia              | 128,8               | 167                 | 215                 | 594                 | 51,0                                     |
| Japón              | 535,2               | 536                 | 537                 | 519                 | 0,1                                      |
| Turquía            | 38                  | 82                  | 163                 | 397                 | 0,3                                      |
| Costa Rica         | 162,5               | 166                 | 208                 | 207                 | 14,0                                     |
| El Salvador        | 204,4               | 204                 | 204                 | 204                 | 25,0                                     |
| Nicaragua          | 87,4                | 88                  | 104                 | 159                 | 10,0                                     |
| Rusia              | 79                  | 82                  | 97                  | 82                  |                                          |
| Papúa Nueva Guinea | 56                  | 56                  | 56                  | 50                  |                                          |
| Guatemala          | 53                  | 52                  | 42                  | 52                  |                                          |
| Portugal           | 23                  | 29                  | 28                  | 29                  |                                          |
| China              | 27,8                | 24                  | 27                  | 27                  |                                          |
| Alemania           | 8,4                 | 6,6                 | 13                  | 27                  |                                          |
| Francia            | 14,7                | 16                  | 15                  | 16                  |                                          |
| Etiopía            | 7,3                 | 7,3                 | 8                   | 7,3                 |                                          |
| Austria            | 1,1                 | 1,4                 | 1                   | 1,2                 |                                          |
| Australia          | 0,2                 | 1,1                 | 1                   | 1,1                 |                                          |
| Tailandia          | 0,3                 | 0,3                 | 0,3                 | 0,3                 |                                          |
| Total              | 9731,9              | 10 709,7            | 11 765              | 12 635,9            | –                                        |

## Costes
La energía geotérmica no requiere combustible, por lo que no se ve afectada por las fluctuaciones de su precio. Sin embargo, los costes de inversión tienden a ser elevados. La perforación representa aproximadamente la mitad del coste total, y la exploración de los recursos a gran profundidad implica riesgos significativos.
En total, la construcción de una central geotermoeléctrica y los costes de perforación suponen entre 2 millones de € por cada MW de capacidad, mientras que el coste nivelado de energía es de 0,04-0,10 € por kWh. Los sistemas geotérmicos avanzados suelen superar estos costes, con inversiones de en torno a 4 millones de € por MW, y costes nivelados de $0,054 por kW·h en 2007.
La generación de electricidad geotérmica es muy expansible: una pequeña central puede abastecer a una comunidad rural.
La central geotermoeléctrica más grande del mundo es la de The Geysers, en California, con 1517 MW instalados y un factor de planta medio del 63 % (955 MW).